# Igor' Chorošev
Igor' Petrovič Chorošev (in russo Игорь Петрович Хорошев?) (Mosca, 14 luglio 1965) è un tastierista russo.
È noto soprattutto per essere stato membro del gruppo di rock progressivo Yes dal 1997 al 2000.

## Biografia
Chorošev iniziò a interessarsi alla musica, per espresso desiderio dei suoi genitori, fin da bambino. A quattro anni già prendeva lezioni di piano; in seguito imparò a suonare il trombone, il corno francese, la chitarra, il basso e la batteria. Ricevette un'istruzione musicale completa, arrivando a ottenere un diploma come compositore e direttore d'orchestra. All'epoca, i suoi interessi musicali principali erano legati alla musica contemporanea; apprezzava in particolare compositori russi come Igor' Fëdorovič Stravinskij, Sergej Rachmaninov e Sergej Prokof'ev, ma anche i grandi compositori americani di inizio secolo, George Gershwin e Aaron Copland.
All'inizio degli anni novanta, Chorošev si trasferì negli Stati Uniti. Si guadagnò da vivere come lavapiatti e suonando l'organo in chiesa; imparò l'inglese e si comprò la prima tastiera, armato della quale si spostò a Boston. Qui conobbe musicisti di fama, e iniziò a suonare dal vivo insieme a band sempre diverse. Conobbe, tra gli altri, Brad Delp della band dei "Boston", Benjamin Orr dei The Cars e Charlie Farren dei The Joe Perry Project. Un incontro decisivo fu quello con Carl Jacobson, che lavorava alla Cakewalk, la software house produttrice di programmi musicali, il quale assunse Chorošev con l'incarico di preparare file MIDI e audio da includere nel pacchetto software Pro Audio 9. Caso volle che nello stesso periodo anche Jon Anderson degli Yes stesse collaborando con la Cakewalk. Anderson ricevette alcuni nastri suonati al piano da Chorošev e ne fu abbastanza colpito da concedere al giovane musicista russo un'audizione.
Chorošev iniziò a far parte della famiglia degli Yes verso gli inizi del 1997 in sostituzione di Rick Wakeman nel periodo di Open Your Eyes. Il disco uscì nell'autunno del 1997 e pur non essendo ancora un membro ufficiale del gruppo, Chorošev suonò solo in 4 brani dell'album e diventò membro ufficiale del gruppo durante il successivo tour promozionale. Venne poi così integrato membro ufficiale degli Yes con l'album successivo, The Ladder, pubblicato nel 1998. Nello stesso periodo lavorò anche all'album True You True Me da solista di Anderson e al proprio progetto Piano Works, completato nel 2000.
Durante il tour promozionale di The Ladder Chorošev fu accusato di molestie sessuali nel backstage ai danni di due ragazze che lavoravano nella sicurezza e arrestato dalla polizia. La notizia giunse fino al The Washington Post. Gli altri membri degli Yes, in attesa che le indagini appurassero la verità, comunicarono ufficialmente ai media che il gruppo non avrebbe tollerato, da parte di nessuno dei suoi membri, alcun atto di violenza o discriminazione verso chiunque. Le accuse furono poi ritirate, ma poi verso la fine del 2000 Chorošev non risultava più col gruppo: non si sa con precisione se abbandonò o fu licenziato. Dopo l'abbandono definitivo degli Yes Chorošev si sta occupando principalmente di colonne sonore (fonte IMDB).